# El estado de las cosas
El estado de las cosas és el títol del segon disc del grup Kortatu. En aquest àlbum totes les cançons són cantades en castellà, menys Aizkolari, 9 zulo, Jaungoikoa Eta Lege Zarra, cantades en basc.
El llançament d'aquest disc va ser el 1986, però el 1998 es va tornar a editar en CD i s'hi van incloure tres temes de A La Calle: Hay algo aquí que va mal, A la calle i Desmond dub.

## Història
El setembre de 1986, El estado de las cosas segon disc d'estudi de Kortatu va ser gravat als estudis Elkar de Lasarte (Gipuzkoa) i editat per la discogràfica Soñua. Tanmateix, l'any 1998, la discogràfica Oihuka el va reeditar en format CD. Aquesta vegada, però, han afegit cançons del maxi single A la Calle.
Totes les cançons són de la banda Kortatu excepte la cançó Hay algo aquí que va mal, que és una versió de la cançó Doesn't make it alright de The Specials que havien fet Stiff Little Fingers. Les lletres de les cançons Aizkolari i 9 zulo són de Mikel Antza, Jaungoika i lege zarra són de Josu Landa i Esto no és el Oeste, pero aquí també hay tiros (A Billy the Kid) són de Ramón J. Sender.

## Reedició en CD, 1998
Llista de cançons
1. La línea del frente
2. El estado de las cosas
3. Aizkolari
4. Hotel Mombar
5. 9 zulo
6. Equilibrio
7. Jaungoikoa eta lege zarra
8. Cartel en el casco viejo de Bilbao
9. Nivel 30º
10. Esto no es el Oeste, pero aquí también hay tiros (A Billy the Kid)
11. Hay algo aquí que va mal (reedició en CD)
12. A la calle (reedició en CD)
13. Desmond dub (reedició en CD)

## Intèrprets
- Fermín Muguruza: guitarra i veu.
- Iñigo Muguruza: baix, guitarra i veu.
- Treku Armendáriz: bateria.

Músics addicionals
- Josetxo Silguero: saxo a “Balance”.
- Jabier Muguruza: acordió a "Jaungoikoa Eta Lege Zarra"
- Xabier Montoia: cors en "9 Zulu"

Personal tècnic
- César Ibarretxe: tècnic de so i mescles.
- Manolo Gil: disseny de carpeta.
- Josu Landa: traduccions basc/castellà.

## Cinema
- El estado de las cosas (Der Stand der Dinge), també és una pel·lícula en blanc i negre del director Wim Wenders, de l'any 1982; l'argument del qual no té res aveure amb aquest disc.